# 築空間
築空間（ARKI GALÉRIA），台北市的一個小型展演場地，座落於重慶南路一段台開金融大樓B1，2009年4月完工，總面積360坪，為台灣土地開發股份有限公司創建的多元文化創意空間。共劃分為四個單元：閱讀驛Arki Café 、A展廳、B展廳、以及數位音樂廳。現不定期推出展覽、講座及藝文活動。其數位音樂廳為台灣目前唯一獲授權與柏林愛樂連線公播的數位音樂廳，這也是柏林愛樂數位音樂廳首次授權海外國家公開播映節目。

## 外部連結
- 築空間官網 （页面存档备份，存于） : 築空間官方網站
- 築空間文化部藝術空間簡介
- 數位音樂廳 築空間 （页面存档备份，存于）柏林數位音樂廳 築空間直播
- ARKI GALÉRIA 築空間 （页面存档备份，存于） : 築空間的粉絲專頁。